# Герольд (посёлок)
Герольд — посёлок в Гусь-Хрустальном районе Владимирской области России, входит в Краснооктябрьское сельское поселение.

## География
Расположен на правом берегу реки Гусь, в 3 км от села Окатово и в 5 км от города Курлово — по прямой, высота центра над уровнем моря 124 м.
Осталась только семикилометровая труднопроходимая дорога из города Курлово.

## История
Посёлок основан в 1929 году.

## Население
| 2002 | 2010 | 2021 |
| ---- | ---- | ---- |
| 0    | →0   | →0   |

В летний сезон посёлок населяют в основном дачники.